# Архангельский, Григорий Иванович
Григо́рий Ива́нович Арха́нгельский (1837—1899) — российский медик, врач-гигиенист, редактор; доктор медицины.

## Биография
Родился 11 (23) февраля 1837 года. После успешного окончания в 1860 году Медико-хирургической академии, вплоть до 1871 года служил военным врачом.
В 1871 году был назначен был младшим медицинским чиновником при медицинском департаменте и редактором издававшихся этим департаментом «Архива судебной медицины», «Эпидемиологического листка», «Сборника сочинений по судебной медицине» и других изданий.
В 1874 году Григорий Иванович Архангельский получил степень доктора медицины.
Во время Восточной войны был чиновником для поручений при этапном отделении военных сообщений. С 1884 года состоял старшим ординатором Николаевского военного госпиталя.
Умер 3 (15) августа 1899 года. Похоронен на Георгиевском Большеохтинском кладбище.
Труды Архангельского весьма многочисленны и относятся к области общественной гигиены, главным образом, по вопросам питания и эпидемиологии. В последние годы, будучи консультантом по врачебным вопросам при городской думе города Санкт-Петербурга, всецело предался врачебно-публицистической деятельности и много содействовал организации врачебного дела в столице, введению института думских врачей, устройству городских родильных приютов и т. д.
Одна из последних научных работ работ Г. И. Архангельского: «Женщины-врачи на городской общественной службе в СПб. в 1878—1890 гг.» посвящён изложению причин медленного приложения врачебного труда женщин и значительных услуг, оказанных земскому и городскому управлению женщинами-врачами.